# 菲勒燈鱂
菲勒燈鱂，為輻鰭魚綱鯉齒目鯉齒亞目花鳉科的其中一種，分布於非洲坦尚尼亞的魯夸湖流域，體長可達3.5公分，棲息在質背生長的沼澤、湖泊，生活習性不明。

## 擴展閱讀
維基物種上的相關：菲勒燈鱂